# Michał Ludwik Baliński
Michel Louis Balinski, przy narodzeniu Michał Ludwik Baliński (ur. 6 października 1933, zm. 4 lutego 2019) – matematyk stosowany, ekonomista, analityk badań operacyjnych i politolog.
Jako Amerykanin polskiego pochodzenia, mieszkał i pracował głównie w Stanach Zjednoczonych i Francji. Był znany ze swojej pracy nad optymalizacją (kombinatoryczną, liniową, nieliniową), wypukłych wielościanów i stabilnych dopasowań oraz nad teorią i praktyką systemów wyborczych, decyzjami ławy przysięgłych i wyborami społecznymi w naukach politycznych i matematycznych.
Był dyrektorem nadzwyczajnym (emerytowanym) C.N.R.S. w École polytechnique (Paryż). W 2013 otrzymał nagrodę Instytutu Badań Operacyjnych i Nauk o Zarządzaniu (INFORMS) John von Neumann Theory Prize.
Michał Baliński zmarł w Genewie, w Szwajcarii, po długim okresie cierpienia na chorobę Alzheimera. Pomimo złego stanu zdrowia utrzymywał aktywny udział w badaniach i wystąpieniach publicznych, jego ostatnie publiczne zaangażowanie miało miejsce w styczniu 2019 r.

## Życiorys

### Wczesne życie

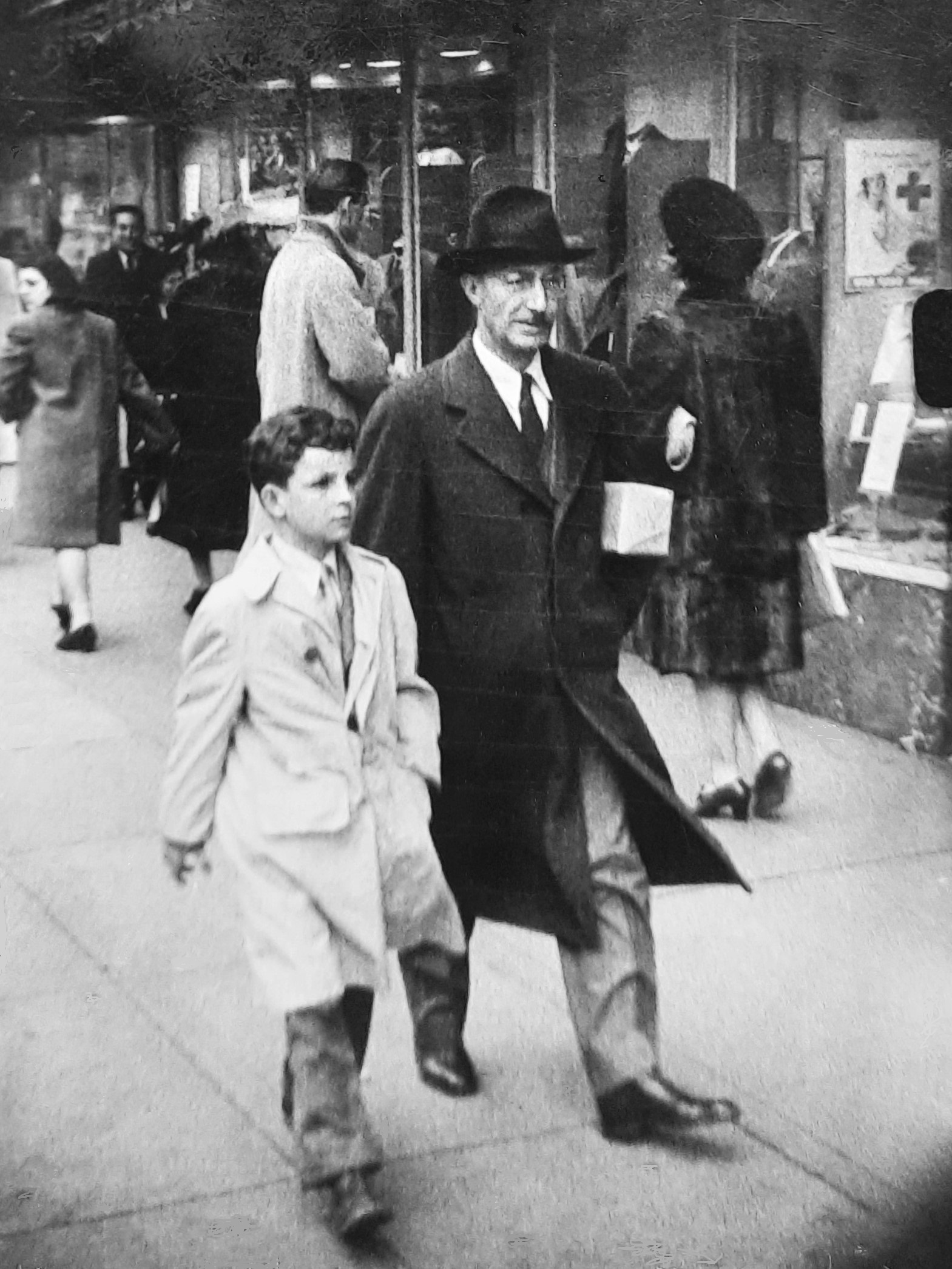
Michał Baliński w 1942 z dziadkiem Ludwikiem Rajchmanem

Michał Baliński urodził się w Genewie w Szwajcarii, jako wnuk polskiego bakteriologa i założyciela UNICEF, Ludwika Rajchmana. Wychowany przez matkę Irenę Balińską (najstarszą córkę Ludwika Rajchmana) i jego dziadków, mieszkali we Francji do ataku Niemiec w 1940 roku. Dzięki paszportowi dyplomatycznemu wydanemu Ludwikowi Rajchmanowi przez generała Władysława Sikorskiego rodzina uciekła przez Hiszpanię i Portugalię do Stanów Zjednoczonych.
Ukończył Edgewood School w Greenwich CT w 1950, zdobył licencjat z wyróżnieniem w dziedzinie matematyki w Williams College w 1954, w 1956 zdobył tytuł magistra ekonomii w Massachusetts Institute of Technology. Ukończył studia doktoranckie z matematyki na Uniwersytecie w Princeton w 1959 pod kierunkiem Alberta W. Tuckera.

### Kariera
Po ukończeniu doktoratu Baliński pozostał na Uniwersytecie w Princeton jako pracownik naukowy, a następnie wykładowca matematyki. Od 1963 do 1965 był profesorem nadzwyczajnym ekonomii w Wharton School. Następnie został powołany do Graduate School na City University of New York, najpierw jako profesor nadzwyczajny, a następnie (od 1969) stacjonarny profesor matematyki. Jednym z jego doktorantów był inny znany matematyk Louis Billera, dzięki któremu ma wielu potomków akademickich. W 1978 został mianowany profesorem Uniwersytetu Yale.
Równolegle ze swoją pracą akademicką Baliński angażował się w konsultacje od czasu, gdy był absolwentem Princeton. Uczestnik początków pracy w firmie konsultingowej Mathematica, od 1962 do 1974, gdzie był starszym konsultantem. Pełnił także funkcję konsultanta w innych miejscach, w tym w Rand Corporation, Mobil Oil Research, ORTF (francuski odpowiednik KRRiT), w biurze burmistrza miasta Nowy Jork (jako członek Rady ds. Badań Operacyjnych) i Econ, Inc. W latach 1975–1977 był prezesem nauk systemowych i decyzyjnych w Międzynarodowym Instytucie Analiz Systemów Stosowanych (IIASA) w Laxenburgu w Austrii.
W 1980 Michel Baliński osiadł we Francji, obejmując stanowisko dyrektora nadzwyczajnego Centre national de la recherche scientifique w Laboratoire d’Econométrie Ecole Polytechnique w 1983. Jednocześnie był głównym profesorem matematyki stosowanej i statystyki w SUNY (State University of New York). Tam założył Instytut Nauk Decyzyjnych (obecnie Centrum Teorii Gier w Ekonomii), którego został pierwszym dyrektorem. W 1990 porzucił Stany Zjednoczone i na stałe zamieszkał we Francji, gdyż pełnienie stanowisk po obu stronach Oceanu Atlantyckiego było dla niego coraz bardziej męczące.
W 1999 przeszedł na emeryturę, zachowując jednak stanowisko dyrektora emeritusa w Ecole; badania kontynuował jako niezależny naukowiec. Pozostał aktywny w świecie badań matematycznych do końca swoich dni, a po raz ostatni brał udział w wydarzeniu publicznym niecały miesiąc przed swoją śmiercią, gdy po długiej chorobie zmarł w wieku 85 lat.

## Teoria Balińskiego
Michał Baliński jest najbardziej znany środowisku akademickiemu ze swojego wpływu na teorię gier oraz matematyczne badanie brył, które opisał w teorii nazwanej swoim nazwiskiem.